# 2023年日托米爾州L-39M1飛機相撞事故
2023年8月25日晚，烏克蘭日托米爾州發生飛機相撞事故。據烏克蘭空軍和媒體報導指，在執行作戰任務時，2架L-39M1飛機在空中相撞，導致2架飛機包括3名機組人員在內的飛行員喪生。

## 事故經過
據烏克蘭國家調查局稱，飛機相撞事故發生於2023年8月25日。兩架L-39M1戰鬥訓練機（編號「102藍」和「107藍」）在辛胡里村附近上空執行戰鬥任務時相撞。3名烏克蘭飛行員安德烈·「果汁」·皮爾希科夫上尉、維亞切斯拉夫·明卡少校和謝爾蓋·普羅卡津少校死亡。
據《自由歐洲電台》報導，飛機墜入私人住宅的花園中，兩者之間的距離大約為300米。當地沒有人受傷，也沒有房屋或人員受損。當日下午3:30左右，軍方從墜機現場運走所有殘骸。
根據初步調查，報導稱此次事故是由於兩架飛機在調頭時相撞所致。

## 罹難者名單
3名烏克蘭飛行員在事故中喪生。2023年8月27日，瓦西里基夫戰術航空旅公佈了陣亡飛行員姓名：
- 安德烈·「果汁」·皮爾希科夫上尉[14][4]，其有8年飛行員經驗。到俄羅斯入侵烏克蘭初，其已經進行超過500小時的戰鬥飛行。其特別是在困難條件下執行戰鬥任務。皮爾希科夫榮獲多項國家和部門獎項，特別是在為烏克蘭提供現代化F-16戰機的問題上積極向西方媒體發表言論。
- 維亞切斯拉夫·明卡 (В'ячеслав Мінка) 少校，其於2015年俄烏戰爭爆發後重返航空業。到俄羅斯全面入侵烏克蘭初，已經進行了超過200小時的戰鬥飛行。他是該旅一名受過技術訓練、經驗豐富的飛行員，熟悉各種類型的飛機，並將大部分時間投入到教員工作中。
- 謝爾希·普羅卡津（Сергій Проказін）少校，他從飛行員晉升為副旅長，已有24年飛行員經驗。截至2022年，他的戰鬥飛行時間超過100小時。

根據烏克蘭武裝部隊空軍司令2023年8月28日第661號命令，維亞切斯拉夫·明卡少校和謝爾希·普羅卡津少校追授「中校」軍銜，安德里·皮爾希科夫上尉追授「少校」軍銜。3人將被追授國家獎勵。

## 飛機
L-39信天翁是一款由捷克斯洛伐克制造，現在在捷克共和國生產的訓練和戰鬥輕型飛機。為了培養烏克蘭空軍的飛行員，需要進行全面的培訓，其中包括從輕型和訓練戰鬥機到完整的戰鬥機、攻擊機或轟炸機的培訓。該飛機有兩個座位供機組人員使用。

## 後續
在事故發生後，烏克蘭國家調查局開始刑事調查。執法人員將檢查飛機是否處於良好狀態，以及是否遵守飛行準備規則。專業人員將對「黑盒」進行診斷。根據《烏克蘭刑法》第416條，此前的罪行定性為違反飛行或飛行準備規則。該條款的刑罰是監禁15年。
截至2023年8月28日，烏克蘭國家調查局正在考慮以下三種導致訓練戰鬥機相撞的原因：
- 飛機技術故障；
- 飛行員失誤；
- 飛行組織方面的違規行為[10]。

## 反應
從2023年8月26日起，烏克蘭媒體發佈關於此次飛機相撞事故的官方消息。在此期間，烏克蘭空軍指揮部、烏克蘭國家調查局、烏克蘭空軍發言人尤里·伊格納特以及烏克蘭總統弗拉基米爾·澤連斯基等人向罹難者的家屬表達了哀悼之意。當天，一個象徵性的告別儀式舉行，參加者是罹難飛行員的戰友，他們在儀式上焚燒一架鋼琴，以紀念逝去的同袍。這個傳統自第二次世界大戰以來一直在北約成員國的空軍中存在，並在這事故後引進烏克蘭空軍中。